# إيفان ماركيز (سياسي)
إيفان ماركيز (بالإسبانية: Iván Márquez) هو سياسي كولومبي، ولد في 16 يونيو 1955 في فلورنسيا في كولومبيا. حزبياً، نشط في حزب الوسط الديمقراطي ‏.